# ایران جوان (سرود)
قطعهٔ سرود ایرانِ جوان یا وطنم که  نخستین سرود ملی ایران نامیده شده، قطعه‌ای موسیقی بدون کلام با نام سلام شاه بوده است که توسط آلفرد لومر فرانسوی (موسیقیدان نظامی اعزامی به ایران در دورهٔ قاجار؛ ۱۲۵۲ ه‍.خ) ساخته شده است.

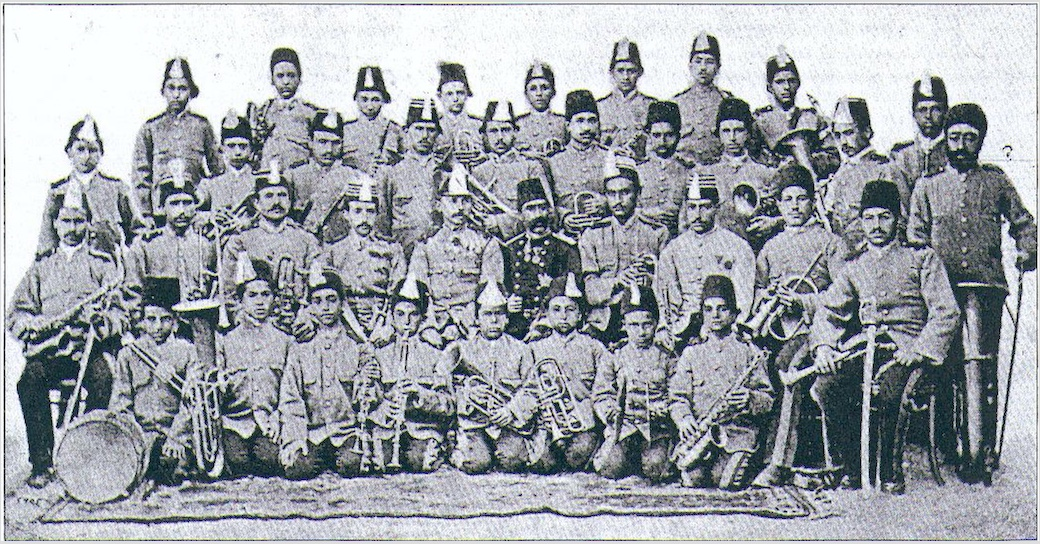
دسته موسیقی سلطنتی ناصرالدین شاه

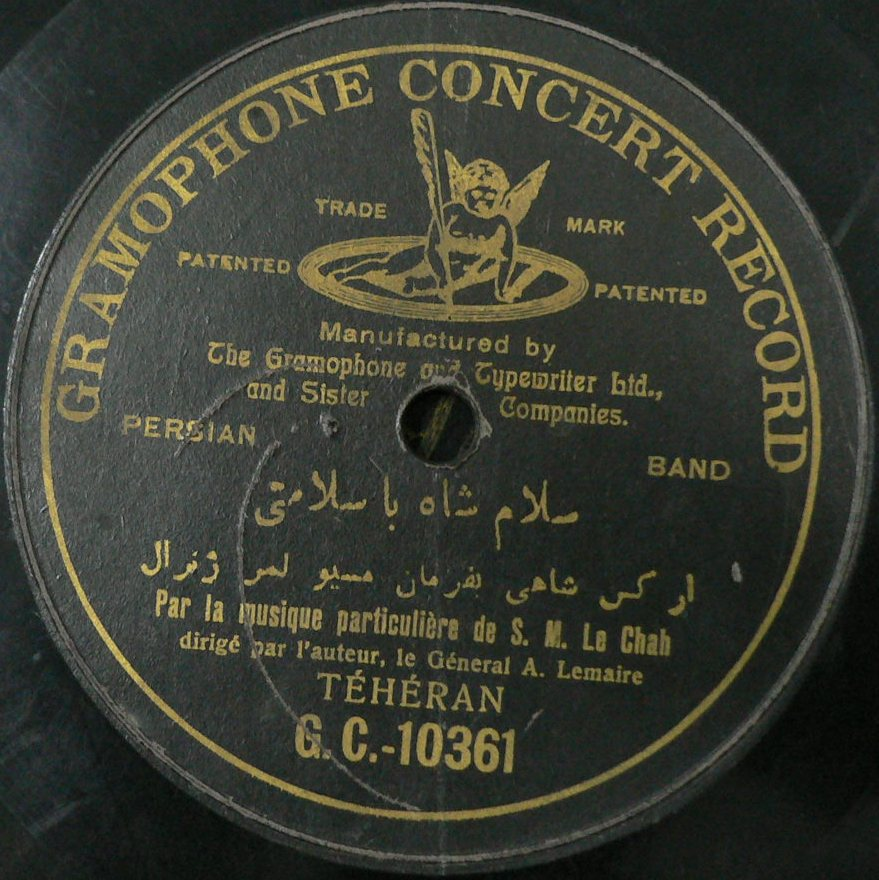

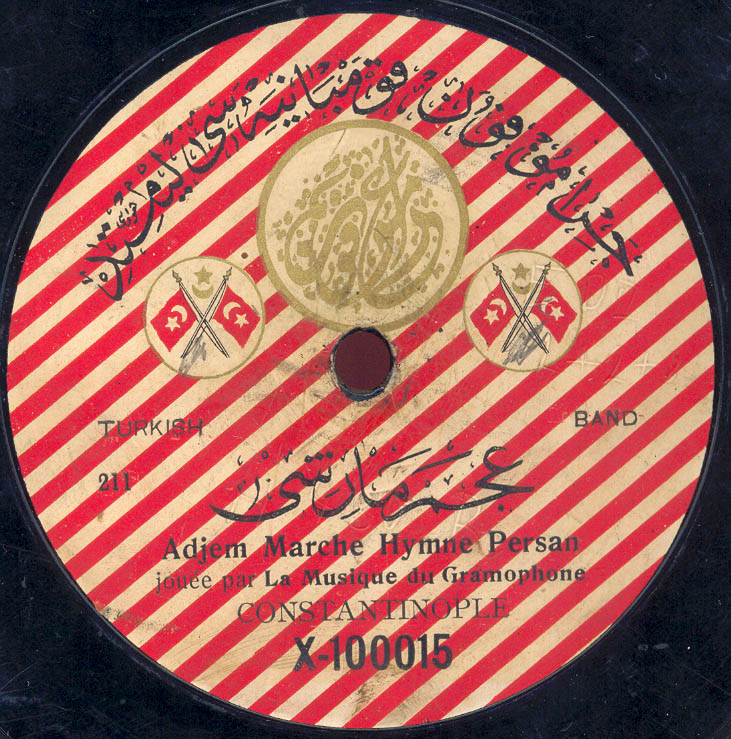

ناصرالدین شاه قاجار پیش از نخستین سفرش به اروپا در سال ۱۸۷۳ م (برابر ۱۲۵۲ ه‍.خ و ۱۲۹۰ ه‍.ق) دستور ساخت مارشی را به آلفرد لومر استاد فرانسوی موسیقی دارالفنون می‌دهد که در دیدارهای رسمی شاه در کنار سرودهای ملی دیگر کشورها نواخته شود. این مارش بی‌کلام، «سلام شاه» نامیده شد و در مراسم‌های رسمی به جای سرود ملی ایران به کار رفت و به همین دلیل اروپاییان از آن به عنوان سرود ملی ایران یاد کرده‌اند. این آهنگ در دورهٔ مظفرالدین شاه قاجار بر روی صفحه ضبط شد و وقتی شاه برای سلام رسمی به تخت مرمر می‌آمد و بر تخت می‌نشست دستهٔ موزیک این آهنگ را اجرا می‌کرد و این کار تا دورهٔ محمدعلی شاه قاجار معمول بود. بر روی برچسب صفحهٔ گرامافون این سرود عنوان «سلام شاه با سلامتی، ارکس شاهی به‌فرمان مسیو لمر ژنرال» درج شده است. نت این سرود در آرشیو ملی فرانسه موجود است.
در ۱۳۸۴ ه‍.خ بیژن ترقی بر روی اجرای جدید این قطعه که توسط سیاوش بیضایی ساخته شده بود شعری سرود و این کار برای اولین بار توسط ارکستر ملل به رهبری پیمان سلطانی در تالار وحدت اجرا شد که خوانندهٔ آن سالار عقیلی بود.
در اسفند ۱۳۹۴ شهرام ناظری در آلبوم خود به اجرای دوباره این اثر به عنوان «خاطره‌ای ماندگار در حافظه جمعی ایرانیان» پرداخت.

## متن
| نامِ جاوید وطن            |  | صبحِ امید وطن           |
| جلوه کن در آسمان         |  | همچو مهرِ جاودان        |
| وطن ای هستیِ من           |  | شور و سرمستیِ من        |
| جلوه کن در آسمان         |  | همچو مهرِ جاودان        |
| بشنو سوزِ سخنم            |  | که هم‌آوازِ تو منم       |
| همهٔ جان و تنم            |  | وطنم وطنم وطنم وطنم!   |
| بشنو سوزِ سخنم            |  | که نواگر این چمنم      |
| همهٔ جان و تنم            |  | وطنم وطنم وطنم وطنم!   |
| همه با یک نام و نشان     |  | به تفاوتِ هر رنگ و زبان |
| همه با یک نام و نشان     |  | به تفاوتِ هر رنگ و زبان |
| همه شاد و خوش و نغمه‌زنان |  | ز صلابتِ ایران جوان     |
| به اصالت ایران کهن       |  | ز صلابتِ ایرانِ جوان     |

## حاشیه‌ها
پس از این که این سرود مورد اقبال عمومی قرار گرفت اختلاف‌نظرهایی دربارهٔ آن میان برخی از اعضای جامعه موسیقی ایران پدید آمد. پیمان سلطانی رهبر ارکستر ملل ایران در آغاز در مصاحبه‌ای کوتاه با روزنامهٔ جام جم این سرود را «نخستین سرود ملی ایران» و «میراثی به‌جامانده از دوران قاجار» خواند، ولی مدتی بعد مدعی شد که این سرود به هیچ وجه سرود ملی ایران نبوده است و از بازخوانی این اثر در محافل دیگر ابراز نارضایتی کرد و خود را خالق «ایران جوان» معرفی نمود. او همچنین در مصاحبه‌ای دیگر عنوان کرد که حدود ۱۲ سال است که بر روی تصنیف‌هایی با تم ملی و میهنی تحقیق می‌کند و منظورش از «نخستین سرود ملی ایران» این بود که این قطعه در میان دیگر قطعه‌های پروژه‌ای که روی آن کار می‌کرد نخستین سرود ملی و میهنی‌ای است که ساخته شده است.
از سوی دیگر سیاوش بیضایی که تنظیم مجدد مارش سلام شاه را انجام داده بود، خود را پس از هنرمندان درگذشته یعنی آلفرد لومر و بیژن ترقی، تنها وارث در قید حیات این اثر هنری معرفی نمود و از بی‌توجهی برخی از اعضای جامعه موسیقی به حقوق مادی و معنوی یکدیگر ابراز نارضایتی نمود.
منوچهر صهبایی که اواخر سال ۱۳۸۶ به مدت ۶ ماه رهبری ارکستر سمفونیک تهران را بر عهده داشت در نامه‌ای به رئیس دفتر موسیقی وزارت ارشاد با اشاره به تحقیقات فراوانش برای پیدا کردن و جمع‌آوری اولین سرودهای ملی ایرانی و آثار مشابه، ثبت این اثر توسط پیمان سلطانی و اجرای آن را خیانت در امانت دانست. وی مدعی شد که این مجموعه را به‌طور امانت به سلطانی داده است و او در مورد تنظیم اثر و انتشار اثر با او هیچ مشورتی نکرده است.
پیمان سلطانی، رهبر ارکستر ملل ایران نیز در پاسخ نامه‌ای که به رئیس دفتر موسیقی وزارت ارشاد نوشت ضمن رد اتهام خیانت در امانت، آثار گذشتگان را متعلق به یک فرهنگ و یک ملت دانست و اظهار داشت این آثار چه به صورت نت یا شنیداری در آرشیوهای خصوصی، آرشیو رادیو، آرشیو هنرستان و… یا در صفحات قدیمی موجود هستند.
شهرام ناظری در مورد اجرای ایران جوان در گفتگو با روزنامهٔ ایران گفت:
قطعه بدون کلام سرود ایران جوان یا وطنم نخستین بار در دوره قاجار توسط موسیو لومر فرانسوی ساخته شده اما چند سال قبل آقای «پیمان سلطانی» یکی از موزیسین‌های ما همت کرد و این آهنگ کوچک و مختصر را به یکی از بزرگان و عزیزان ادبیات و فرهنگ کشور یعنی «بیژن ترقی» داد و وی هم شعر زیبای ایران جوان را روی آن گذاشت.
من و پیمان سلطانی چهار سال قبل از اینکه این کار توسط خواننده دیگری خوانده و پخش شود با هم قرار گذاشتیم که تمامی سرودهایی که از دوره قاجار تا امروز در مورد ایران ساخته شده را دومرتبه احیا کنیم و در نتیجه با هم تعهد کردیم و یک قرارداد بسته شد. سرود «ای ایران» و سروده‌های دیگری که قبلاً موسیقیدانان ایران مثل مین باشیان، کلنل وزیری و دیگران ساخته بودند هم جزو این سرودها قرار داشت.
ما قرار بود که تقریباً حدود ۱۴ سرود به جا مانده از دوره قاجار تا به امروز را مجدداً اجرا کنیم. از طرفی قرار شد در نخستین مرحله چند تا سرود که یکی از آنها ایران جوان بود در کنسرتی در حدود یکسال بعد ارائه شود. در این فاصله من به آمریکا رفتم منتها نزدیک به کنسرت متأسفانه به دلیل مسئله‌ای که آنجا برایم پیش آمد نتوانستم به کشور مراجعت کنم.
در نتیجه پیمان سلطانی تماس گرفت و گفت تمامی تدارکات و کارهای مربوط به کنسرت انجام شده و می‌بایست کنسرت سر موعد مقرر برگزار شود من هم گفتم سعی می‌کنم خودم را برسانم اما مقدور نشد. از آنجا که گروه وی در صورت لغو کنسرت دچار ضرر و زیان زیادی می‌شد ایشان به من گفت اگر از نظر شما اشکالی ندارد این یک شب کنسرت توسط خواننده دیگری اجرا شود تا شما برگردی و برنامه اصلی اجرا شود و من پذیرفتم و نهایتاً آقای سالار عقیلی کار را اجرا کرد و همان یک شب کار در کشور پخش شد.
اتفاقاً یکی از شانس‌های زندگی هنری آقای عقیلی همین موضوع بود چون ایشان قبلاً آثار زیادی را اجرا کرده بود ولی هیچ‌کدام به اصطلاح نگرفته بود اما یکدفعه این اثر، او را مطرح کرد و البته این خواست خدا بود چراکه گاهی وقت‌ها شانس و زندگی برای یک هنرمند با یک اتفاق رقم می‌خورد.
در فاصله سال‌های ۱۳۸۸ تا ۱۳۹۸ یک سلسله بحث‌ها در مطبوعات فارسی‌زبان شکل گرفت که محوریت آن سرقت هنری سرود ایران جوان بود، در ابتدا پیمان سلطانی سیاوش بیضایی را متهم به سرقت این اثر کرد و از خوانندگانی که این سرود را می‌خواندند تقاضا کرد که نام وی (پیمان سلطانی) را به عنوان آهنگساز بیاورند ولی در نهایت این بحث‌ها به دادگاه کشیده شد که در پی آن سلطانی موفق به دفاع از گفته خود نشد و در تاریخ ششم تیر ماه ۱۳۹۸ سیاوش بیضایی در یک نشست مطبوعاتی ضمن اعلام اسناد تبرئه شدن خود در این دادگاه، نه تنها سایر آثار موسیقایی سلطانی را از آن او ندانست بلکه بر اساس اسنادی طرح‌های گرافیکی او را کپی معرفی کرد.